# Younger Than Yesterday
Younger Than Yesterday ist das vierte Musikalbum der US-amerikanischen Folk-Rock-Band The Byrds. Es erschien am 6. Februar 1967 auf dem Label Columbia Records. In den Vereinigten Staaten erreichte das Album #24 der Pop-Charts, in Großbritannien #37. Obwohl der kommerzielle Erfolg der Band mit diesem Album langsam nachließ, gilt Younger Than Yesterday als eines der besten und einflussreichsten Alben der Byrds und inzwischen als Klassiker der Rockmusik. Auch unter Kritikern konnte es Erfolge erzielen, so erreichte es beispielsweise auf der 2003 vom Rolling Stone zusammengestellten Liste der 500 besten Alben aller Zeiten Platz 126.
Der Stil des Albums orientierte sich an dem Mix aus Folk-Rock und Psychedelic Rock, der schon den Vorgänger Fifth Dimension geprägt hatte. Außerdem war Younger Than Yesterday eines der ersten Alben der Rockgeschichte, in dem Elemente des Country-Rock anklangen, was vor allem in Chris Hillmans Songs zum Vorschein kam, und es war das erste Byrds-Album, auf dem Clarence White mitwirkte, der 1968 bei der Band einstieg.
Bei Younger Than Yesterday wurde, wie bei den vorigen drei Alben auch, die Hitsingle noch vor dem Album veröffentlicht. So You Want to Be a Rock ’n’ Roll Star mit der B-Seite Everybody’s Been Burned  erschien am 9. Januar und erreichte in den USA #29. Später wurden noch zwei weitere Singles ausgekoppelt. My Back Pages/Renaissance Fair, veröffentlicht am 13. März, stoppte in den Staaten bei #30, es sollte die letzte Top 40 Single der Band werden. Have You Seen Her Face kam am 22. Mai auf den Markt, die Single erreichte bei #74 ihren Höhepunkt. Die B-Seite Don’t Make Waves stammte nicht vom Originalalbum, erschien jedoch später als Bonustitel der CD-Wiederveröffentlichung.
Außerdem war auf Younger Than Yesterday eine neue Aufnahme der Eight Miles High-Single B-Seite Why enthalten.

## Titelliste

### A-Seite
1. So You Want to Be a Rock ’n’ Roll Star (Roger McGuinn/Chris Hillman) – 2:05
2. Have You Seen Her Face (Chris Hillman) – 2:40
3. C.T.A.-102 (Roger McGuinn/R.J. Hippard) – 2:28
4. Renaissance Fair (David Crosby/Roger McGuinn) – 1:51
5. Time Between (Chris Hillman) – 1:53
6. Everybody’s Been Burned (David Crosby) – 3:05

### B-Seite
1. Thoughts and Words (Chris Hillman) – 2:56
2. Mind Gardens (David Crosby) – 3:46
3. My Back Pages (Bob Dylan) – 3:08
4. The Girl With No Name (Chris Hillman) – 1:50
5. Why (David Crosby/Roger McGuinn) – 2:45

### Wiederveröffentlichung
Am 30. April 1996 veröffentlichte Columbia das Album auf CD mit folgenden Bonustitel:
1. It Happens Each Day (David Crosby) – 2:44
2. Don’t Make Waves (Roger McGuinn/Chris Hillman) – 1:36 (Original Single B-Seite)
3. My Back Pages (Bob Dylan) – 2:42 (alternative Version)
4. Mind Gardens (David Crosby) – 3:17 (alternative Version)
5. Lady Friend (David Crosby) – 2:30
6. Old John Robertson (Chris Hillman/Roger McGuinn)/Mind Gardens (David Crosby) (instrumentale Version) – 5:06

Bei Lady Friend/Old John Robertson handelt es sich um eine am 13. Juli 1967 veröffentlichte Single, die in den amerikanischen Charts auf #82 landete und auf keinem Originalalbum der Byrds erschien.